# Isole Cook ai Giochi della XXXI Olimpiade
Le Isole Cook hanno partecipato ai Giochi della XXXI Olimpiade, che si sono svolti a Rio de Janeiro, Brasile, dal 5 al 21 agosto 2016 con una delegazione di 9 atleti, la più grande delegazione mai inviata dalle isole, battendo il record di 8 atleti di Londra 2012